# オマーン関係記事の一覧
オマーン関係記事の一覧（おまーん かんけいきじのいちらん）は、オマーンに関係する記事を50音順に並べたもの。

## あ
- アイラ・フィッシャー
- アブドゥッラー・アル・ヒラリ
- アラビアオリックスの保護区
- アラビア語オマーン方言
- アラビア語シフフ方言
- アリ・アル・ハブシ
- アル・スワイク
- アル・ナフダ
- イバード派
- イマド・アル・ホサニ
- オマーン
- オマーン・エア
- オマーン海軍艦艇一覧
- オマーン解放人民戦線
- オマーン・カップ
- オマーン議会
- オマーン空軍
- オマーン軍
- オマーン国民銀行
- オマーンサッカー協会
- オマーンの行政区画
- オマーンの国旗
- オマーンの国章
- オマーンの世界遺産
- オマーンの都市の一覧
- オマーンの文化
- オマーン・リアル
- オマーンリーグ
- オマーン料理
- オマーン湾
- オリンピックのオマーン選手団

## か
- カースィム・サイード
- カーブース・ビン・サイード
- ガルフカップ2009
- 北シャルキーヤ地方
- 北バーティナ地方
- クリアムリア諸島

## さ
- サイイド・サイード
- 在オマーン日本国大使館
- サッカーオマーン代表
- サラーラ
- ザンジバルの歴史
- ジダット・アル＝ハラシース平原
- シーブ・スタジアム
- シフフ人
- シャムス山
- スール (オマーン)
- スルタン・カーブース・スポーツコンプレックス
- スルタンの賛歌
- スワーダ・アル・ムダファーラ
- 占領下アラブ湾岸解放人民戦線

## た
- 駐日オマーン大使館
- ツアー・オブ・オマーン
- ディバ空港
- ドファール解放戦線
- ドファール・クラブ
- ドファール特別行政区

## な
- ニズワ
- 乳香の土地

## は
- ハサブ空港
- バット、アル＝フトゥム、アル＝アインの考古遺跡群
- バハラ城塞
- バラカト・アル＝ハルティ
- ハラシース語
- ハラシース人
- ハリファ・アイル
- バレーボールオマーン男子代表
- ファラジ
- ファンジャSC
- ブーサイード朝
- ブライミ特別行政区
- ホルムズ海峡

## ま
- マシーラ島
- マスカット
- マスカット国際空港
- マスカット特別行政区
- マダ (オマーン)
- マフラ語
- マフラ人
- 南シャルキーヤ地方
- 南バーティナ地方
- ミルバト
- ムサンダム特別行政区
- ムサンダム半島
- ムトラ

## や
- 該当項目なし

## ら
- ラグビーアラビアンガルフ代表
- ロイヤル・オマーン・ポリス・スタジアム

## わ
- 湾岸ルピー

## 英字、数字、記号
- AFC U-22アジアカップ2013
- U-23サッカーオマーン代表
- 2010年アジアビーチゲームズ
- .om